# Dom Rosyjski w Warszawie

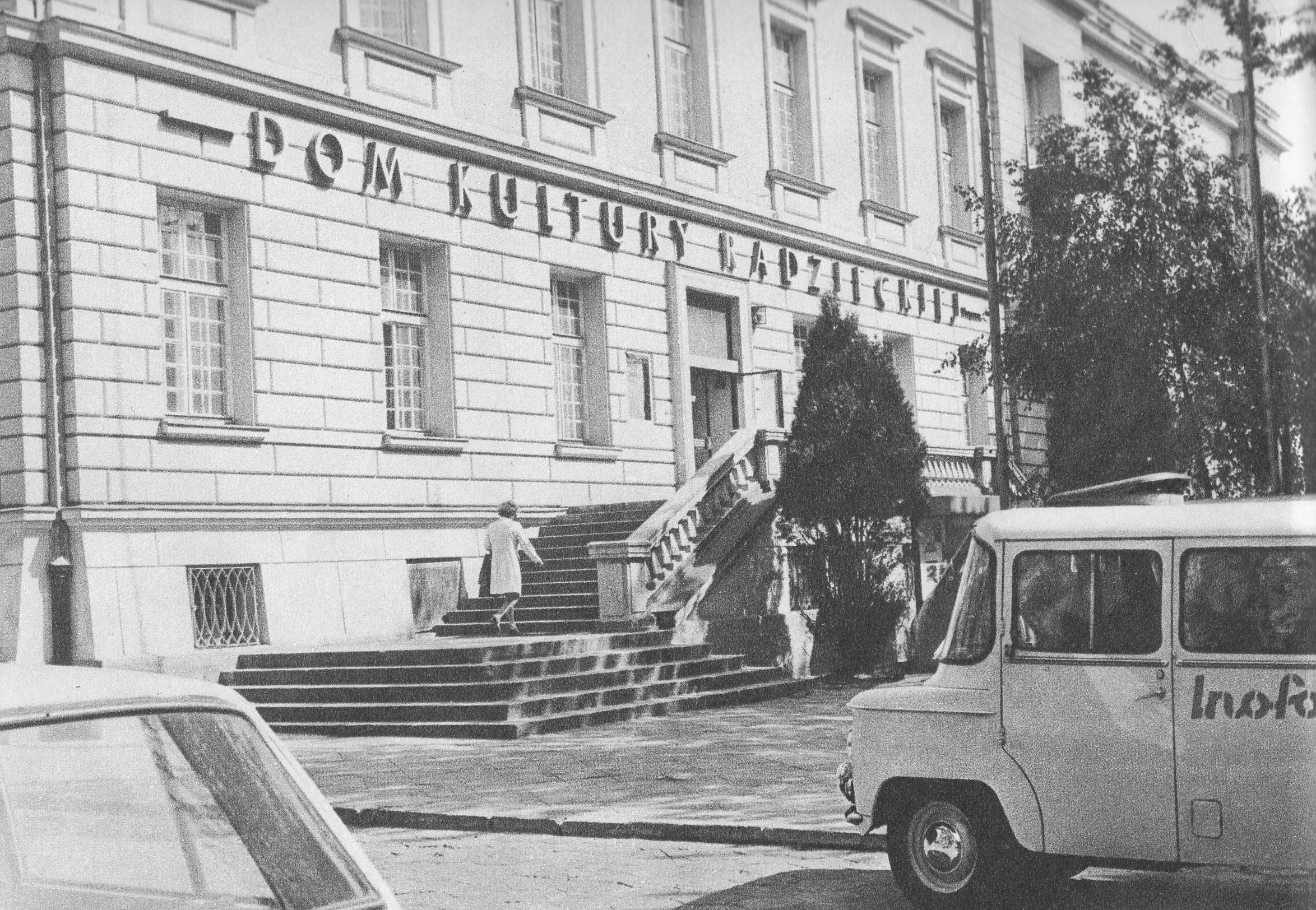
Dom Kultury Radzieckiej przy ul. Foksal, lata 70. XX wieku

Dom Rosyjski w Warszawie (ros. Русский дом в Варшаве) − instytucja promocji kultury rosyjskiej w Warszawie.

## Opis
Placówka została powołana w 1962 przez Związek Radzieckich Towarzystw Przyjaźni i Łączności Kulturalnej z Zagranicą (Союз советских обществ дружбы и культурной связи с зарубежными странами) jako Dom Radzieckiej Nauki i Kultury (Дом советской науки и культуры). Ulokowana była w pałacu Marii Przeździeckiej przy ul. Foksal 10, mieszczącym też siedzibę władz TPPR, przed wojną goszczącym poselstwo/ambasadę Japonii (1925–1939). 
Po zmianach ustrojowych w ZSRR zmieniono nazwę na Rosyjski Ośrodek Nauki i Kultury w Warszawie (Российский центр науки и культуры в Варшаве}. Od 2005 jej siedziba mieści się w budynku Przedstawicielstwa Handlowego Rosji przy ul. Belwederskiej 25. Organem założycielskim jest Federalna Agencja ds. Wspólnoty Niepodległych Państw, Rodaków Mieszkających za Granicą i Międzynarodowej Współpracy Humanitarnej w Moskwie. W 2021 zmieniono nazwę na Dom Rosyjski w Warszawie (Русский дом в Варшаве).
Instytucja działa na rzecz szerzenia wiedzy o Rosji, przybliżając język i kulturę rosyjską oraz ułatwiając wymianę kulturalną pomiędzy Polską i Rosją.
W 2017 w bibliotece Domu Rosyjskiego w Warszawie umożliwiono zdalny dostęp do zbiorów Biblioteki Prezydenckiej im. Borysa Jelcyna.